# Thelma Furness, vizcondesa Furness
Thelma Furness, vizcondesa Furness (nacida como Thelma Morgan) fue una actriz, socialité y productora de cine, nacida en Lucerna (Suiza) el 23 de agosto de 1904.  
Fue una reconocida amante de Eduardo VIII cuando aún era el Príncipe de Gales. Durante la mayor parte de la relación, Furness estuvo casada con el noble británico, Marmaduke Furness, primer vizconde de Furness. Se casaron en 1926 y se divorciaron en 1933, un año antes de que terminara la relación de Thelma con el Príncipe de Gales.  
Furness fue la tía materna de la escritora, diseñadora de moda y socialité Gloria Vanderbilt.

## Primeros años
Nacida en Lucerna, Suiza, Thelma Morgan era hija de Harry Hays Morgan Sr., quien fuera el cónsul estadounidense en Buenos Aires y en Bruselas y, su esposa, la chilena-estadounidense Laura Kilpatrick Valdivieso. Casados en 1893 y divorciados en 1927.
El abuelo materno de Morgan fue el general de la Guerra de Secesión, Hugh Judson Kilpatrick (1836-1881) y Embajador de Estados Unidos en Chile. Su esposa, Luisa Fernández de Valdivieso, fue sobrina de Crescente Errázuriz Valdivieso, arzobispo de Santiago descendiente de los Condes de Foix, antiguos Reyes de Navarra.  
Thelma Morgan tenía dos hermanas: Gloria (su gemela idéntica, madre de Gloria Vanderbilt, diseñadora de moda, artista y madre del presentador de noticias Anderson Cooper) y Laura Consuelo Morgan (también conocida como Tamar), quien estuvo casada con tres hombres, en sucesión: Conde Jean de Maupas de Juglart (un noble francés), Benjamin Thaw, Jr. de Pittsburgh, y Alfons B. Landa, presidente de Colonial Airlines y Vicepresidente del comité de finanzas del Comité Nacional Demócrata en 1948. Thelma Morgan también tuvo un hermano, Harry Hays Morgan Jr., quien se convirtió en diplomático y luego en un actor menor de Hollywood en películas como Abie's Irish Rose (1946), Joan of Arc (1948). Sus medios hermanos, desde el primer matrimonio de su padre con Mary E. Edgerton, fueron: Constance Morgan (1887-1892) y Gladys "Margaret" Morgan (1889-1958).

## Carrera cinematográfica
Durante un breve tiempo, Furness fue productora y actriz de cine, después de fundar Thelma Morgan Pictures a la edad de 17 años en 1923. Como le dijo a la revista Time: "Estoy incorporando Thelma Morgan Pictures, Inc., con un capital de $100,000 y produciré 'especiales' grandes, sanos y sonoros". Seré mi propia estrella. Hasta ahora, mi experiencia principal ha sido en espectáculos de la Junior League⁣". Su primer papel protagonista, en 1923, fue el protagonista de una película de Afrodita, producida por su propia compañía y filmada en Vitagraph Studios. 
Furness describió su papel principal en Afrodita para The New York Times como el de "una niña estadounidense, criada bajo la siniestra influencia de una anciana egipcia". También tuvo pequeños papeles en las películas Enemigos de mujeres (1923), una producción de William Randolph Hearst cuyo elenco incluyó a Lionel Barr ymore y Clara Bow, So This Is Marriage? (1924) y Cualquier mujer (1925). 

## Matrimonios y relaciones
Su primer esposo fue James Vail Converse, nieto de Theodore N. Vail, expresidente de la American Telephone and Telegraph Company (AT&T). Se casaron en Washington D. C., el 16 de febrero de 1922, cuando ella tenía 17 años. Converse era aproximadamente una década mayor y se había casado antes. Se divorciaron en Los Ángeles, California, el 10 de abril de 1925. En este matrimonio tuvo un hijastro, James Vail Converse, Jr. (nacido el 18 de enero de 1918), el hijo de su esposo de su primer matrimonio con Nadine Melbourne. 
Después del divorcio, se rumoreaba que Morgan estaba comprometida con el actor estadounidense Richard Bennett, el padre ídolo matiné de las estrellas de cine de Hollywood Constance Bennett, Joan Bennett y Barbara Bennett.
Su segundo esposo fue Marmaduke Furness, primer vizconde de Furness (1883–1940), presidente de Furness Shipping Company, quién también venía de un matrimonio anterior. Se casaron el 27 de junio de 1926 y se divorciaron en 1933 Tuvieron un hijo, William Anthony Furness, segundo vizconde de Furness, En este matrimonio también tuvo un hijastro, Christopher Furness, y una hijastra, Averill Furness. 

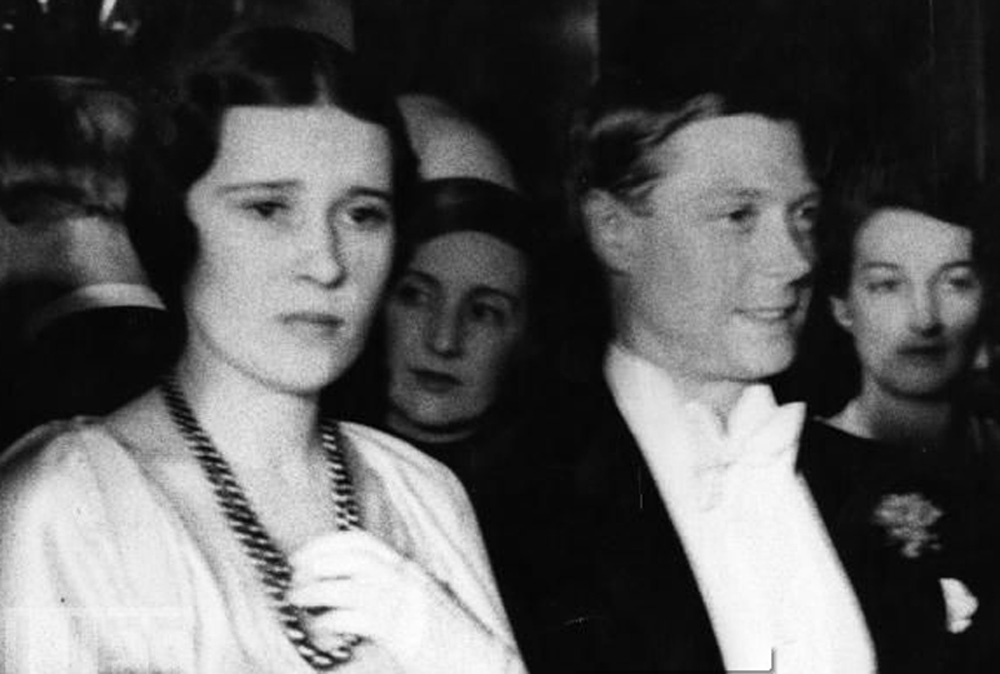
Thelma y el príncipe, en 1932.

Furness se encontró por primera vez con el Príncipe de Gales en un baile en la Londonderry House en 1926, pero no se volvieron a encontrar hasta el Leicestershire Agricultural Show en Leicester el 14 de junio de 1929. Se reunieron regularmente y compartieron un safari en África Oriental a principios de 1930, creando una relación cada vez más estrecha. Al regresar el príncipe a Gran Bretaña en abril de 1930, fue su compañera habitual de fin de semana en el recién adquirido Fort Belvedere hasta enero de 1934.   
El 10 de enero de 1931, en su residencia de campo, Burrough Court, ubicada cerca de Melton Mowbray, Furness le presentó al príncipe a su amiga cercana Wallis Simpson y, mientras visitaba a su hermana Gloria en Estados Unidos entre enero y marzo de 1934, Simpson la suplantó en el afecto del Príncipe. Reaccionando a la frialdad de Edward más tarde ese año, Furness se lanzó a una aventura de corta duración con el Príncipe Aly Khan. Ella habría coqueteado abiertamente con Khan durante su viaje de regreso al Reino Unido, en marzo de 1934, lo cual fue reportado al Príncipe de Gales y ampliamente divulgado en la prensa británica y estadounidense, incluida la revista de chismes sociales Tatler. 
La hermana gemela idéntica de Furness era Gloria Morgan Vanderbilt, que estaba casada con Reginald Vanderbilt y tenía una hija, Gloria Vanderbilt. Esto la convierte en la tía abuela materna del presentador de CNN Anderson Cooper. 

## Últimos años
Furness y su hermana Gloria escribieron unas memorias llamadas Doble exposición (1959) citada a continuación como 'Vanderbilt'.
Falleció en la ciudad de Nueva York, el 29 de enero de 1970. Su sobrina, Gloria Vanderbilt, la recordó con las siguientes palabras: "Ella cayó muerta en 73 de Lexington en su camino para ver al médico. En su bolso había un osito de peluche en miniatura que el Príncipe de Gales le había regalado años antes, cuando vino a estar con mi madre en el juicio de custodia, y estaba muy desgastado". Fue enterrada junto a su hermana gemela, Gloria, en el cementerio de Holy Cross en Culver City, California.